# Hans Ruin
Hans Waldemar Ruin (Helsinki, 18 giugno 1891 – Stoccolma, 3 novembre 1980) è stato un filosofo finlandese naturalizzato svedese.

## Biografia
Figlio di Waldemar Ruin e Flora Lindholm, studiò all'Università di Helsinki e nel 1917 sposò Karin Sievers (detta Kaisi), da cui ebbe due figli. 
Il suo rifiuto della filosofia analitica lo spinse ad emigrare in Svezia per studiare estetica. Viaggiò a lungo in Europa e in Italia, dove conobbe Giacomo Martinetti; avrebbe raccontato l'esperienza in Väl mött, Europa! nel 1938. Pur simpatizzando con la Germania dopo la prima guerra mondiale, fu aspramente critico del nazismo durante gli anni trenta.
Nel 1957 vinse il Premio Dobloug, mentre tra il 1969 e il 1973 fu candidato quattro volte al Premio Nobel per la letteratura.

## Opere
- Krigets anlete, 1919
- Erlebnis und Wissen. Akademische Abhandlung, 1921
- Nutidskonst i psykologisk belysning, 1923
- Själens försvarsproblem, 1929
- Gycklare och apostlar, 1934
- Poesiens mystik, 1935
- Väl mött, Europa!, 1938
- Rummet med de fyra fönstren, 1940
- Makt och vanmakt, 1940
- Ett land stiger fram, 1941
- Det finns ett leende, 1943
- Arvid Mörne, 1946
- Ibsens förvandling efter "Brand", 1946
- Jarl Hemmer, 1946
- Finlandssvensk modernism, 1947
- Huru ett land återspeglas i konsten, 1947
- Hur skapar skalderna?, 1948
- Två världar, 1948
- I konstens brännspegel, 1949
- Föränderligt och oföränderligt i de estetiska begreppen, 1951
- Sju ögonblick och några reflexioner, 1952
- Estetisk upplevelse och esteticism, 1953
- Värdighet och behag bland akademiskt folk, 1953
- Yrjö Hirn, 1953
- Den poetiska visionen och verklighetsbilden, 1954
- Nytt och gammalt i ny lyrik, 1955
- Det sjunkna hornet, 1956
- Hem till sommaren, 1960
- Det skönas förvandlingar, 1962
- Konsten att läsa och konsten att dikta, 1966
- Den mångtydiga människan, 1966
- Världen i min fickspegel, 1969
- Höjder och stup hos Ibsen och några andra, 1971
- Uppbrott och återkomst, 1977